# Isla Fresia (ö i Región de Magallanes y de la Antártica Chilena)
Isla Fresia är en ö i Chile.   Den ligger i regionen Región de Magallanes y de la Antártica Chilena, i den södra delen av landet, 2 400 km söder om huvudstaden Santiago de Chile. Arean är 0,54 kvadratkilometer.
Terrängen på Isla Fresia är mycket platt. Öns högsta punkt är 37 meter över havet. Den sträcker sig 1,0 kilometer i nord-sydlig riktning, och 1,0 kilometer i öst-västlig riktning.